# 本多正直
本多 正直（ほんだ まさなお、元和4年（1618年） - 延宝5年3月15日（1677年4月16日））は江戸時代前期の大身旗本。三弥左衛門家（本多正重系）3代目当主。

## 略歴
8000石の旗本・本多正貫の嫡男として誕生。母は本多政澄の娘。父・正貫は舟戸藩主・本多正重の養子だったが、正重の遺言により1万石の所領を8000石に削減されていた。正室は三条藩主稲垣重綱の娘。
正保2年（1645年）に嫡男・本多正永が誕生。
万治元年（1658年）閏12月27日、従五位下伯耆守に叙任される。寛文4年（1664年）2月30日に家督を継ぐ。寛文12年（1672年）に父・正貫が死去。
寛文8年（1668年）2月21日、大番頭に就任した。
延宝5年（1677年）3月15日、60歳で死去。家督は正永が継ぎ、8000石の内1000石を次男正方に分与している。

## 子孫
- 正永は元禄元年（1688年）に寺社奉行となったことから1万石に加増され、舟戸藩主となる。元禄16年（1703年）に沼田藩へ移封された。宝永元年（1704年）には老中となり最終的に4万石を領した。後継は甥の正武[1]。
- 正方は菅沼定賞の娘を正室とし、嫡男に本多正矩がいる。正矩は沼田の正武の養子に入り、享保15年（1730年）に田中藩へ移封、幕末まで子孫が藩主を務めた。正矩の次男・黒田直純は久留里藩主に、三男・生駒親睦は矢島領主となる[1]。
- 娘は榊原久政室。本多正武の母である[1]。
- 娘は大給藩初代藩主松平乗次室[1]。

## 参考資料
- 『寛政重脩諸家譜』文化9年
- 霞会館華族家系大成編輯委員会編『平成新修旧華族家系大成』下巻、1996年